# Chrispijn van den Broeck

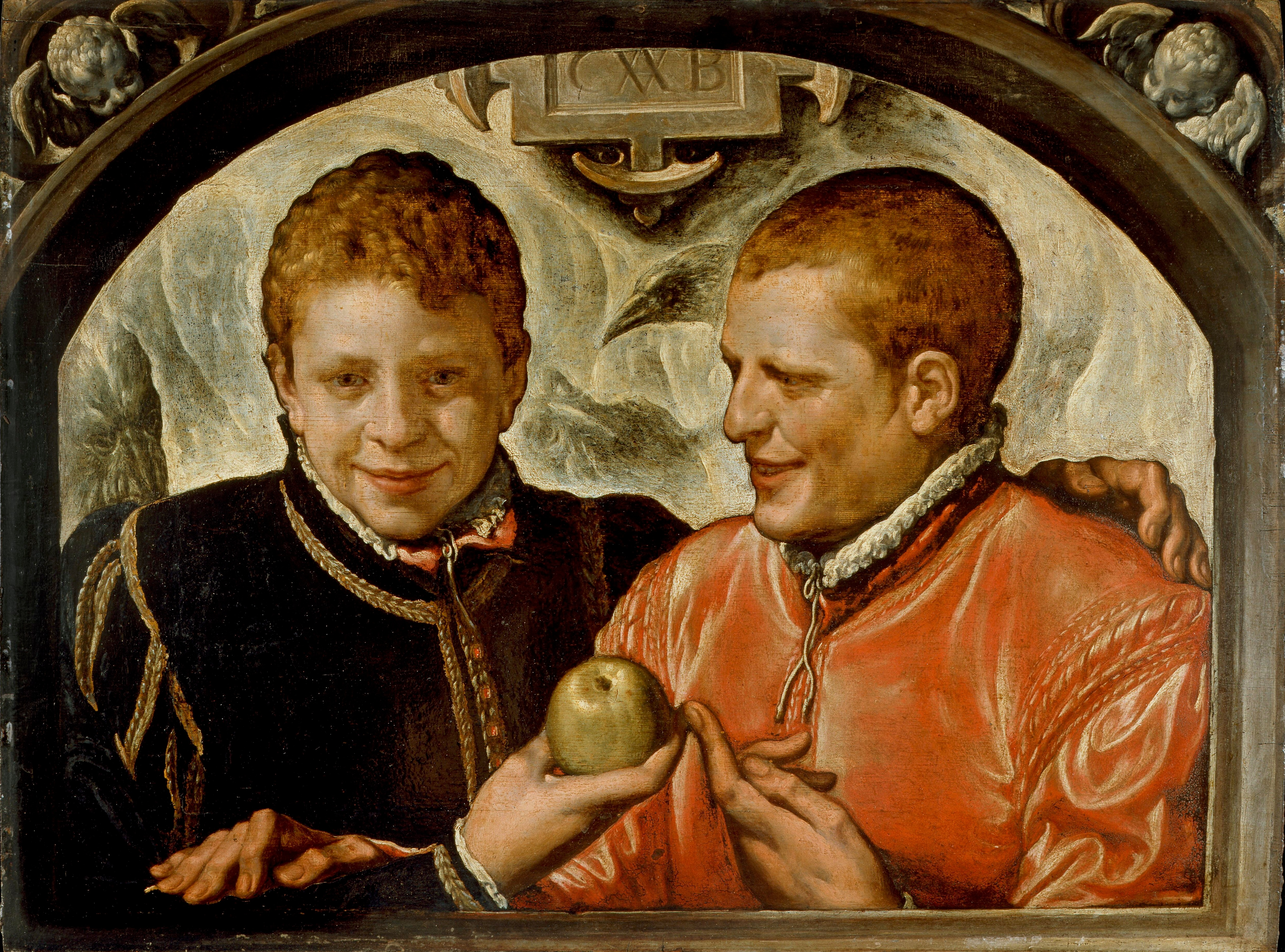
Chrispijn van den Broeck Dwóch młodych mężczyzn

Chrispijn van den Broeck (ur. 1530 w Mechelen, zm. między 1589 a 6 lutego 1591 w Antwerpii) – niderlandzki malarz, rysownik i rytownik.

## Życiorys
Syn malarza Jana van den Broecka (zm. ok. 1551). Jego braćmi byli Willem (rzeźbiarz) i Hendrick (malarz i rzeźbiarz). Malarstwa początkowo uczył się u ojca, później u Fransa Florisa. W 1550 przeniósł się do Antwerpii, gdzie w tymże lub następnym roku został zapisany jako mistrz do tamtejszej gildii św. Łukasza. Prawdopodobnie podjął pracę w pracowni swojego mistrza – Florisa, którego zaufanym współpracownikiem pozostał aż do jego śmierci w 1570. 

## Twórczość
Zachowały się tylko dwa jego obrazy, namalowane samodzielnie jeszcze za życia Florisa – Autoportret (1557) i Sąd ostateczny (1560). Niezależna kariera Broecka rozwinęła się po 1570. Wykonał wtedy ołtarz dla klasztoru karmelitów w Schoonhoven (po 1570, zaginiony), skrzydła ołtarza dla gildii św. Sebastiana w kościele St. Gummarus w Lier (1573) oraz obraz Sąd Salomona, zamówiony przez ratusz w Antwerpii (po 1576, zaginiony). W 1582 współpracował przy dekoracjach przygotowanych z okazji uroczystego wjazdu do Antwerpii Franciszka Andegaweńskiego (późniejszego Franciszka II, księcia Lotaryngii). Wykonał też liczne rysunki do rycin, w większości datowane na lata siedemdziesiąte XVI w., w tym ilustracje dla domu wydawniczego Plantina, m.in. do takich dzieł jak Sacrarum antiquitatum monumenta (1578), Biblia sacra (1588) czy Humanae salutis monumenta Montanusa z 1571–1583.